# Nearctodesmus olympus
Nearctodesmus olympus är en mångfotingart som beskrevs av Ottis Robert Causey 1954. Nearctodesmus olympus ingår i släktet Nearctodesmus och familjen Nearctodesmidae. Inga underarter finns listade i Catalogue of Life.